# Intelbras
A Intelbras (sigla para Indústria de Telecomunicação Eletrônica Brasileira) é uma empresa brasileira fundada em 1976, no estado de Santa Catarina.
Fabricante de produtos e soluções em segurança, comunicação, redes e energia, a empresa atua em gerenciamento de imagens, centrais condominiais, na fabricação de produtos de segurança eletrônica, switches e em telefonia.
Em 2021, a empresa conquistou o segundo lugar da categoria fornecedores de soluções de IoT, na décima edição do prêmio Anuário TeleSíntese de Inovação.

## Parque fabril
A empresa produz em cinco unidades fabris, em São José (Santa Catarina), Tubarão (Santa Catarina), Santa Rita do Sapucaí (Minas Gerais), Manaus (Amazonas) e Jaboatão dos Guararapes (Pernambuco).

## Operação

### Unidades de negócio
A Intelbras divide-se em cinco unidades de negócio:
- Segurança Eletrônica: Alarmes, cercas elétricas, acessórios (sensores, controle remoto, teclado para centrais, receptores), CFTV (câmeras analógicas, câmeras IP, gravadores, câmeras com lentes varifocais, câmeras speed domes), acessórios para CFTV (caixas de passagem, conectores, extensores HDMI), interfonia (videoporteiros, porteiros residenciais)
- Redes: Banda larga (modems, roteadores), redes sem fio (roteadores, adaptadores wireless, placas de rede), redes com fio (switches, placas de rede, módulos conversores de mídia), redes outdoor
- Comunicação: Antenas e conversores para TV, telefones, radiocomunicadores, equipamentos para conferência, headsets corporativos, comunicação Smart (assistente virtual) e webcams
- Energia: Baterias, acessórios USB, nobreaks, protetores de surto, protetores eletrônicos, sensor de presença para iluminação, fontes e automação residencial
- Energia Solar: Luminárias solares, Energia Off Grid e Energia On Grid

### Marcas do grupo
Empresas que fazem parte do Grupo Intelbras:
- Automatiza (adquirida em 2013).
- Engesul (adquirida em 2013).
- Seventh (adquirida em 2019)
- Prediotech (adquirida em 2019)
- Décio (adquirida em 2019)
- Khomp  (adquirida em 2021)
- Renovigi (adquirida em 2022)

### Certificações
Com a certificação ISO 9001, a Intelbras passou a estabelecer uma melhoria contínua nos seus processos, sendo os mesmos internos (colaboradores) e externos (clientes).
Os processos de fabricação seguem as rigorosas normas ambientais da ISO 14001. Além disso, a empresa mantém o Programa Intelbras de Proteção Ambiental, que abrange ações de reciclagem, logística reversa e tratamento de afluentes.

### Abertura de capital
Realizou o seu IPO em 04 de fevereiro de 2021 com uma movimentação de 1,3 bilhões de reais, no mesmo dia suas ações registravam alta de quase 30%.

### Premiações
Ao longo de sua história, a Intelbras recebeu várias premiações, entre as quais destacam-se:
- Great Place to Work (2018): a empresa foi inserida na listagem, como sendo uma das melhores do Brasil para se trabalhar.[12]
- Revista Você S/A - Melhores empresas para começar uma carreira (2018): a Intelbras foi inserida como um dos destaques nacionais, quanto a início de carreira.[13]
- MESC - Satisfação do cliente (2018): esta empresa foi listada entre as cem melhores do Brasil, no que tange à satisfação dos seus clientes.[14]